# Mlynárovce
Mlynárovce é um município da Eslováquia, situado no distrito de Svidník, na região de Prešov. Tem 11,22 km² de área e sua população em 2018 foi estimada em 227 habitantes.

## Demografia
| Ano:        | 1994 | 2004   | 2014   | 2024   |
| ----------- | ---- | ------ | ------ | ------ |
| Broj ljudi: | 227  | 233    | 216    | 221    |
| Razlika:    |      | +2,64% | -7,29% | +2,31% |

| Ano:               | 2023 | 2024   |
| ------------------ | ---- | ------ |
| Número de pessoas: | 215  | 221    |
| Diferença:         |      | +2,79% |